# مورين ماغي
مورين هيغا ماغي (بالبرتغالية: Maurren Higa Maggi) هي متسابقة ألعاب قوى برازيلية ولدت في يوم 25 يونيو 1976 في مدينة ساو كارلوس في البرازيل، إختصت بمسابقة الوثب الطويل وعدو 100 متر حواجز، أبرز إنجازاتها هو فوزها بالميدالية الذهبية في دورة الألعاب الأولمبية الصيفية 2008 في بكين في الوثب الطويل، كما فازت بالميدالية الفضية في بطولة العالم لألعاب القوى داخل الصالات 2008 في فالنسيا، أفضل رقم شخصي لها في سباق 100 متر حواجز هو 12.71 ثانية الذي يعتبر أفضل رقم في أمريكا الجنوبية، وفي الوثب الطويل حققت 7.26 والذي يعتبر أيضاً الأفضل في أمريكا، وهي أيضاً أفضل رقم سابق في أمريكا الجنوبية في الوثب الثلاثي بمسافة 14.53. في سنة 2003 أكتشف تناولها لمواد منشطة مما أدى لمنعها من المشاركة في دورة الألعاب الأمريكية 2003 في سانتو دومينغو إلا أنها ذكرت فيما بعد أن تناولت المواد المنشطة أثناء فترة حملها أنذاك بعدما كانت بحاجة له.

## روابط خارجية
- مورين ماغي على موقع الاتحاد الدولي لألعاب القوى (الإنجليزية)
- مورين ماغي على موقع الدوري الماسي (الإنجليزية)
- مورين ماغي على موقع اللجنة الأولمبية الدولية (الإنجليزية)
- مورين ماغي على موقع أوليمبيديا (الإنجليزية)
- مورين ماغي على موقع اللجنة الأولمبية البرازيلية (البرتغالية)